# Los Sims 2: universitarios
Los Sims 2: Universitarios en inglés (The Sims 2: University Life) es la 
primera expansión del videojuego Los Sims 2 que fue publicada el 11 de marzo de 2005. En esta expansión lo que se hará en primer paso para poder disfrutar los beneficios de la expansión es crear un distrito universitario. Es como uno de los barrios en el sentido de que tiene un terreno y edificios propios, pero está relacionado con un barrio ya existente. Uno puede elegir una de 3 universidades ya creadas (Académie Le Tour, Politécnica La Fiesta o La Simplutense), crear una propia, o incluso asignar varias universidades a un mismo barrio. 
Las especialidades que existen en el juego son las siguientes:
- Matemáticas
- Filosofía
- Ciencias Políticas
- Física
- Psicología
- Arte
- Biología
- Arte Dramático
- Economía
- Historia
- Literatura

## Antecedentes y desarrollo
En 2004, Electronic Arts anunció que planeaba lanzar un nuevo paquete de expansión en marzo de 2005. Sinjin Bain, productor ejecutivo y vicepresidente de Maxis, dijo: "Estamos encantados de abrir una nueva etapa de vida para los Sims, permitiendo a los jugadores llevarlos a través de todos los desafíos de la universidad y vivir el estilo de vida de la universidad emocionante de los dormitorios, fiestas y exámenes. "Este título es también el primero de una línea de paquetes de expansión que abordarán los deseos de nuestros jugadores, desarrollarán aún más la franquicia The Sims 2 y continuarán expandiendo el mundo de los Sims creando posibilidades de juego y narración casi infinitas", agregó.
La Universidad Sims 2 fue anunciada por primera vez a mediados de noviembre. Se discutió un paquete de expansión con temas universitarios para The Sims, pero la tecnología no lo apoyaba. Un problema de desarrollo interesante ocurrió con la representación de los dormitorios. Maxis quería dar la sensación de un dormitorio lleno de gente sin tener una gran cantidad de sims en la pantalla a la vez. Para resolver este problema, se creó un sistema mediante el cual los NPCs desaparecen al entrar en una habitación privada. Esto significaba que el motor no tenía que hacer a los estudiantes. 

## Modo de juego
Esta expansión añade un sistema de instrumentos simple, compuesto por la nueva guitarra, kit de batería y bajo. Varios Sims pueden tocar juntos. Los Sims pueden ganar dinero tocando en sus hogares o en lotes comunitarios como clubes de música o cafeterías. Los Sims pueden tocar tres tipos diferentes de estilos musicales con estos instrumentos y una vez que un Sim comienza a tocar uno de los estilos, los otros que recogen instrumentos para tocar se unen a ese estilo. Aunque los Sims no pueden tener vocalistas reales, la nueva acción "Rapeo libre" o "Rapeo libre por propinas" permitirá a un Sim hacer rap (en Simlish) con los instrumentos que se tocan o a capela para divertirse y entretener a otros Sims cercanos. Los estudiantes también tienen una variedad de nuevos objetos centrados alrededor de la vida universitaria, incluyendo un barril de jugo de frutas, togas, fideos ramen y una máquina de soplado de burbujas.
También se añade la etapa de la vida "Joven adulto", que está entre adolescentes y adultos. Sólo los Sims en la universidad se convierten en jóvenes adultos y cualquier Sim que no asista a la universidad hace la transición directamente a adulto. Las nuevas ciudades universitarias están vinculadas a un vecindario específico y preservan la misma separación que los barrios residenciales hacen. La expansión viene con tres ciudades universitarias preformadas: Sim State University, La Fiesta Tech, y Académie Le Tour. En las ciudades hay otros tres tipos de viviendas: dormitorios, viviendas privadas y fraternidades, aunque no hay fraternidades en la Académie Le Tour. En los dormitorios comunitarios, los Sims PNJ llenarán las vacantes de la casa. Los dormitorios personalizados no se pueden construir sin el uso de trucos. Un Sim con suficiente dinero de becas puede comenzar en una casa privada. Las fraternidades funcionan igual que un dormitorio, pero aumentan los beneficios de relación y motivación. Los barrios prefabricados generalmente incluyen centros recreativos, bibliotecas y otros centros estudiantiles.
The Sims 2: University introduce el sistema universitario, que introduce clases, mayores y recompensas. Los estudiantes tienen la opción de elegir entre once especializaciones diferentes. Estas especialidades requieren el avance de habilidades específicas con el fin de obtener las calificaciones más altas posibles. Los Sims deben completar cuatro años de universidad para graduarse. Si un Sim falla un semestre, recibirá una advertencia por bajo rendimiento académico y deberá repetir el semestre. Cada estudiante comienza con un presupuesto separado de cualquier familia que puedan haber venido. En la Universidad, los estudiantes pueden gastar su dinero en objetos de lujo en sus espacios de vida, exceso de ropa, aparatos electrónicos o incluso en el alquiler de una residencia privada que puede ser una casa privada o puede convertirse en una fraternidad. Hay varias maneras de recibir ingresos como estudiante, incluyendo tutoría y entrenamiento físico de otros Sims. Los estudiantes también pueden tocar instrumentos o hacer freestyle por propinas o trabajar a tiempo parcial como trabajadores de cafetería. Algunos estudiantes de la APN son miembros de una sociedad secreta. Universidad incluye el sistema Influencia. Mediante el logro de objetivos específicos, los Sims ganan una serie de puntos de Influencia, que pueden ser gastados en dirigir a otros Sims para hacer ciertas cosas. Los Sims ahora tienen un deseo de toda la vida que pone al Sim en el estado de aspiraciones de Platino para el resto de sus vidas si se logra. En el curso de los años de universidad de un Sim, hacia el final de su educación, el jugador tiene la oportunidad de cambiar su Aspiración.
Hay nuevas interacciones sociales en The Sims 2: University, incluyendo travesuras, instrumentos y peleas de almohadas. También se añaden varias categorías de interacciones, incluyendo "Influenciar a ..." y "Salir". Los Sims pueden incluir grupos de estudio, proporcionando interacción social mientras aumentan sus calificaciones. Una interacción común entre los Sims de la Universidad es "Chutar la pelotita", en la que varios Sims tratan de mantener en alto una pequeña pelota por patada a los demás. La universidad tiene nuevos PNJs en la forma de porristas, mascotas, trabajadores de la cafetería, entrenadores, profesores y estudiantes. Las animadoras y la Mascota, por lo general una llama, tienden a realizar el baile de la universidad para animar a los sims, pueden entrar en las casas al azar sin invitación a lo largo de su vida. La mascota "malvada" generalmente toma la forma de una vaca y estará constantemente engañando y provocando al jugador y a sus compañeros de clase. Los PNJs pueden convertirse en personajes jugables bajo ciertas circunstancias (por ejemplo, una animadora o mascota está invitada a unirse a una fraternidad).
La Universidad introdujo Zombis, un nuevo tipo de Sim. Los zombis pueden resultar del uso de un Resurrect-O-Nomitron (una recompensa de la carrera por la pista de carrera paranormal) o mediante el uso de códigos de trucos. Al usar un Resurrect-O-Nomitron, el jugador paga a la Parca para traer de vuelta a un Sim fallecido. Dependiendo de la cantidad de dinero que el jugador ofrece a la Parca, el Sim puede resucitar perfectamente, con menos puntos de habilidad / personalidad, como un zombi, o no resucitar en absoluto. Los zombis tienen piel gris, arrastran los pies al caminar, y no les gusta quien los trajo de la tumba. Los zombis también pierden algunos de los puntos de habilidad y personalidad que tenían cuando eran humanos y tienden a comer la basura.

## Tipos de edificios
Los edificios pueden ser residenciales o comunitarios, igual que en el juego básico, pero con algunas clases nuevas:
- Residencia: Una clase de local residencial en donde hay múltiples habitaciones disponibles. Todos los sims controlables tienen derecho a reclamar una, y el resto son tomadas por sims autónomos que viven en el mismo sitio.
- Fraternidad: Un local residencial que funciona como un "club", al cual otros sims pueden intentar unirse.
- Locales Comunitarios: Son básicamente como los del barrio principal, pero con la diferencia de que en ellos sí se pueden estudiar nuevas habilidades.

## Financiamiento
Los jóvenes adultos no pueden conseguir trabajos como los demás sims y tienen sus propias formas de obtener dinero, como las siguientes:
- Recibir becas por buenas notas.
- Realizar trabajos de clase de otros sims, por un precio.
- Entrenar sims con un nivel inferior de habilidad física.
- Tocar instrumentos y recibir propinas.
- Trabajar en un bar, cafetería o en la cocina de la residencia, el sim realiza el trabajo del sim autónomo y recibe una paga por hora.
- Vender cuadros o novelas.
- Al tener la expansión abren negocios, tienen la posibilidad de crear robots o ramos de flores por un precio barato y venderlos luego más caros.

### Nuevos objetos
El juego incluye numerosos objetos relacionados con la vida universitaria, pero los más notables son:
- Teléfono móvil: Se adquiere en locales comunitarios. Un sim tiene disponibles en sí mismo todas las opciones propias del teléfono.
- Instrumentos musicales: Guitarra, bajo y batería, que se suman al piano ya existente, y al "estilo libre" (cantar). Si se colocan varios, los sims pueden tocar juntos, como una banda, con los estilos posibles de rock, jazz o country. Los sims cuando toquen instrumentos recibirán propinas, cuyo valor depende de su habilidad. Si tienen muy poca o ninguna habilidad lo más probable es que sean criticados por los sims que les oigan.
- Reproductor MP3: puedes conseguir un reproductor mp3 en algunos solares comunitarios del campus universitario.
- Consola Portátil: puedes conseguir unas consola portátil en un centro comercial del campus universitario.

### Ventajas
Al ir superando cada uno de los cuatro cursos de los que consta la carrera, el sim ira ganando ciertas cosas:
- Ganará una 5ª casilla de deseos.
- Podrá bloquear 2 deseos en lugar de 1.
- Tendrá 1 oportunidad de cambiar sus aspiraciones.
- Ganará una 6ª casilla de deseos.
- Si supera con éxito toda la carrera al llegar a adulto, tendrá acceso a 4 trabajos nuevos.
- Pero si es expulsado, será penalizado con una 4ª casilla de miedos.

## Críticas
Por un lado, se destaca del juego que aumenta enormemente la variedad del juego, con la nueva edad y todo lo que ésta posee, un aumento mucho mayor de los provistos por las otras expansiones. 
Por otro lado, algunos se quejan de que la etapa universitaria es aburrida (los sims deben pasar mucho tiempo dentro de la universidad, haciendo tareas, enseñando a otros, etc), demasiado larga, o también que no es una representación fiel de la verdadera vida universitaria sino apenas del arquetipo idealizado de las universidades estadounidenses.